# Гар де Вэз (станция метро)
«Гар де Вэз» (фр. Gare de Vaise) — станция линии D Лионского метрополитена.

## Расположение
Станция находится в 9-м округе Лиона и является частью пересадочного комплекса, включающего в себя также железнодорожный вокзал. Вход на станцию производится с площадь Пари (фр. place de Paris).

## Особенности
Станция открыта 28 апреля 1997 года как конечная станция продолжения линии D от станции Горж де Лу до станции Гар де Вэз. Состоит из двух путей и двух боковых платформ. Пассажиропоток в 2006 году составил 366 350 чел./мес.
Проект станции и всего пересадочного комплекса разработан архитектурным бюро под руководством Дидье-Ноэля Пети́ (фр. Didier-Noël Petit). Стены станции украшены фотоколажами авторства Виктора Боша (фр. Victor Bosch) под названием «Дополнение изображений». Автор на пояснительной табличке объясняет, что это произведение искусства должно напоминать о проходящих человеческих жизнях.

## Происхождение названия
Gare de Vaise в переводе с французского означает Вэзский вокзал или вокзал Вэза. Название дано по причине того, что станция метро вместе с железнодорожным вокзалом для пригородных поездов Лион-Вэз входят в единый мультимодальный пересадочный комплекс, расположенный в бывшем пригороде Лиона Вэз (фр. Vaise), присоединённом к городу 24 марта 1852 года. До присоединения этой местности к городу, тут были пустые, затопляемые луга. Слово vaise, как предполагают, происходит от старофранцузского слова vacua — корова, или же от слова vézia или vezola — ирригационная труба.

## Достопримечательности
- Лион-Вэз — железнодорожный вокзал

## Наземный транспорт
Со станции существует пересадка на следующие виды транспорта:

```
TER
 — вокзал пригородных поездов
```

  — троллейбус

  — «главный» автобус

              — автобус

   —  «внутрирайонный» автобус